# Cryptopygus thermophilus
Cryptopygus thermophilus is een springstaartensoort uit de familie van de Isotomidae.